# Magid
Magid lub maggid (z hebr. ‏מַגִּיד‎ „przemawiający”) – w judaizmie wschodnioeuropejskim tytuł przyznawany wędrownym kaznodziejom, którzy często zarabiali na życie opłatami zbieranymi w różnych gminach. Z racji tego, że dawni rabini byli bardziej uczonymi i znawcami pisma niż kaznodziejami, długie, barwne i przystępne kazania (często w jidysz) znalajdywały wielu chętnych słuchaczy. Termin ten oznacza także pozaziemskiego mentora, który nawiązuje kontakt z ludźmi za pomocą nawiedzeń, snów, wizji, a także słów wypowiedzianych ich własnymi ustami. Wielu mistyków posiadało własnego magida, który wprowadzał ich w tajniki kabały. Posiadanie magida było znakiem duchowej wyższości takiej osoby. O Eliaszu Gaonie z Wilna mówiono, że odmówił przyjęcia magida, gdyż nie chciał poznać Tory bez wysiłku ze swej strony. Najsłynniejszym magidem był magid Józef Karo, a niektóre prawdy, które objawił, Karo zapisał w dzienniku Magid Meiszarim.